# 中村敏夫
中村 敏夫（なかむら としお、1938年（昭和13年）2月18日 - 2015年（平成27年）5月26日）は、日本のプロデューサー。実業家。宮崎県出身。

## 来歴・人物
1960年（昭和35年）立教大学文学部卒業後、松竹に入社。
フジプロダクションを経て、1980年（昭和55年）にフジテレビに入社。主にドラマの制作畑を歩み、国民的ドラマ『北の国から』や『オレゴンから愛』などをプロデュースした。制作室長、取締役（1997-2001）を歴任し、2001年（平成13年）に退職。フジクリエイティブコーポレーション副社長に転じ、北海道文化放送取締役（2006-）、フジアール取締役なども務めた。
2015年5月26日、急性肺炎のため死去。77歳没。通夜は同月31日に護国寺桂昌殿で営まれ、タモリや北島三郎など550人が参列した。葬儀・告別式は翌日同所で営まれ、倉本聰が弔辞を述べ、吉岡秀隆、中嶋朋子、岩城滉一など250人が最後の別れを告げた。また北の国からで正吉役を演じ俳優業を引退していた中澤佳仁も参列した。

### 北の国から
北の国からは、1981年（昭和56年）10月から放送が開始されたが、当初、視聴率は思わしくなく、プロデューサーを務めた中村は辞表を日枝久編成局長に出すほどだった。ところが、同じ金曜日夜TBSで放送されていた『想い出づくり。』（脚本・山田太一）を向こうに回して、尻上がりによくなり、回を重ねるほど投書も増え、最終回には20%を超える高視聴率を挙げた。最終回の放送日は、1982年（昭和57年）3月26日だったが、この日、フジテレビは朝刊に前例のないお礼広告を出している。

## 主な作品

### 松竹時代
- 女人武蔵 (1971) 制作[注 3]

### フジテレビ時代
- 北の国から (1981) プロデュース[9]
- 君は海を見たか (1982) プロデュース
- 早春スケッチブック(1983)　プロデュース[1]
- 北の国から'83冬 (1983) プロデュース
- 北の国から'84夏 (1984) プロデュース
- オレゴンから愛(1984)　プロデュース[1]
- 真夜中の匂い(1984) プロデュース
- ライスカレー (1986) プロデュース[10]
- 時にはいっしょに (1986) プロデュース

### フジクリエイティブコーポレーション以降
- 北の国から 2002 遺言 (2002) プロデュース
- 優しい時間(2005)　制作総指揮[11]
- やがて来る日のために（2005年） 企画
- 奇跡の動物園〜旭山動物園物語〜(2006)　プロデュース
- 拝啓、父上様(2007)　制作総指揮
- 星ひとつの夜(2007)　企画
- 鯨とメダカ(2008)　制作総指揮
- 風のガーデン(2008) 統括プロデュース
- ありふれた奇跡(2009) 統括プロデュース

### 注
1. ↑  1970年にフジテレビが制作部門を分社化して設立した子会社。
2. ↑  フジプロダクションの法人清算（フジテレビへの事業譲渡）に伴う転籍。
3. ↑  本作は、関西テレビと松山プロダクション・松竹が共同で製作し、京都映画が実質的に製作を担当した。